# Рука смерті
Рука смерті (англ. Hand of Death; оригінальна назва — «Брама Шаоліня», кит. трад. 少林門, спр. 少林门, піньїнь shǎolínmén) — гонконгський фільм, із кінозірками Тан Тао-Ліангом (Тань Даолян) і Джеймсом Тьєном (Тянь Цзунь) у головних ролях. У фільмі також знялися молоді актори Джекі Чан і Саммо Хунг. Кінофільм вийшов на екрани в 1976 році.

## Сюжет
Далека епоха династії Цінь в Китаї. Маньчжури ведуть криваву війну в Китаї. Оплотом опору китайського народу стають воїни-ченці монастиря Шаолінь, розташованого на півдні країни. Молодий воїн-послушник виявляє зрадників і в смертельній сутичці з численними ворогами бере верх.